# Toshi Reagon
Toshi Reagon (Atlanta, 27 de enero de 1964) es una cantante, guitarrista y productora estadounidense de música folk, blues y góspel.

## Biografía

### Primeros años
Toshi nació el 27 de enero de 1964 en Atlanta, Georgia y se crio en Washington D. C. Su madre, Bernice Johnson Reagon, fue activista por los derechos civiles de las comunidades afroamericanas y cantautora.

### Carrera
Reagon empezó a realizar presentaciones a la edad de 17 años. Poco tiempo después, el reconocido músico Lenny Kravitz la invitó a abrir uno de sus conciertos en su primera gira mundial. Desde entonces ha compartido escenario con artistas como Ani DiFranco, Elvis Costello y Meshell Ndegeocello. Su banda, BIGLovely, ha permanecido activa desde 1996. El nombre BIGLovely viene de un término utilizado por la novia de Reagon para referirse a ella en una carta. Otros miembros de la banda son Judith Casselberry en guitarra acústica y voz, Robert "Chicken" Burke en la batería, Fred Cass, Jr. en el bajo, Adam Widoff en la guitarra eléctrica y Catherine Russell en la mandolina y voz. La alineación también incluye a Jen Leigh, Ann Klein, Debbie Robinson, Allison Miller, Kismet Lyles y Stephanie McKay como reemplazos.
Realizó una aparición en el programa de televisión The L Word en el último episodio de la cuarta temporada.

## Discografía
- 1990 Justice Flying Fish Records
- 1994 The Rejected Stone
- 1997 Kindness Smithsonian Folkways
- 1999 The Righteous Ones Razor and Tie
- 2001 Africans in America Ryco
- 2002 TOSHI, Razor and Tie
- 2004 I Be Your Water
- 2005 Have You Heard Righteous Babe Records
- 2008 Until We’re Done
- 2009 Lava: We Become
- 2010 There and Back Again

### Como productora
- The Temptation of Saint Anthony Studio Cast Recording, Songtalk Music 2006
- Sweet Honey in the Rock: The Women Gather, 30th Anniversary Earthbeat Records, 2003
- Sweet Honey in the Rock: Sacred Ground, Earthbeat Records, 1995
- Sweet Honey in the Rock: In This Land, Earthbeat Records, 1992